# Palhinha (Fußballspieler, 1967)
Palhinha, bürgerlich Jorge Ferreira da Silva (* 14. Dezember 1967 in Carangola, MG), ist ein ehemaliger brasilianischer Fußballspieler und -trainer. Er gewann in seiner Karriere verschiedene nationale sowie internationale Meisterschaften.

## Karriere
Am erfolgreichsten war Palhinha mit dem FC São Paulo. Mit diesem gewann er zweimal die Copa Libertadores sowie zweimal den Weltpokal. Mit dem Cruzeiro EC konnte er auch einmal die Libertadores gewinnen. Beim Weltpokalfinale 1997 unterlag seine Mannschaft aber Borussia Dortmund. In diesem Spiel kam er allerdings nicht zum Einsatz.
Nach seiner aktiven Laufbahn war Palhinha als Trainer aktiv. Nach verschiedenen Stationen in unterklassigen brasilianischen Klubs, ging er 2013 in die USA. Hier betreute er zunächst bis 2016 den Corinthians USA und wechselte im selben Jahr zum Boston FC, für welchen er auch im Präsidium tätig und intensive Kontakte zu Klubs in seiner Heimat pflegte, um Talente in die Staaten zu holen. Nach der Saison 2018 endete im November 2018 seine Trainertätigkeit bei dem Klub.
Seit April 2019 ist Palinha Haupteigentümer des Fußballklubs União de Almeirim in Portugal.

## Erfolge
São Paulo
- Staatsmeisterschaft von São Paulo: 1992
- Copa Libertadores: 1992, 1993
- Recopa Sudamericana: 1993, 1994
- Weltpokal: 1992, 1993
- Supercopa Sudamericana: 1993
- Copa Conmebol: 1994

Cruzeiro
- Copa do Brasil: 1996
- Campeonato Mineiro: 1996, 1997
- Copa Libertadores: 1997

Grêmio
- Staatsmeisterschaft von Rio Grande do Sul: 1999
- Copa Sul: 1999

América Mineiro
- Copa Sul-Minas: 2000

Alianza Lima
- Peruanischer Meister: 2001

Auszeichnungen
- Torschützenkönig Copa Libertadores: 1992